# Abdulino
Abdulino (rusky Абду́лино) je město v Orenburské oblasti v Ruské federaci. Při sčítání lidu v roce 2010 mělo přes dvacet tisíc obyvatel.

## Poloha
Abdulino leží na potoce Tirisu, levém přítoku Iku v povodí Kamy a tedy i Volhy. V rámci Orenburské oblasti leží u její severovýchodní hranice, jen několik kilometrů od Baškortostánu, a od správního střediska oblasti, Orenburgu, je vzdáleno přibližně 280 kilometrů severozápadně.

## Dějiny
První zmínka o obci je z roku 1795, kdy se zmiňuje jako Abdulova s 37 obyvateli, označení je podle stařešiny Abdula Jakopova. V roce 1811 se jméno ustaluje na Abdulino.
V letech 1886-1889 zde vzniklo nádraží na vznikající Samarsko-zlatoustecké železnici ze Samary přes Ufu do Zlatoustu, s čímž se urychlil rozvoj města.
V roce 1895 byla postavena továrna na zpracování pohanky.
V roce 1923 se Abdulino stává městem.

## Doprava aprůmysl
Abdulino zůstává důležitým nádražím na železniční trase z Moskvy do Čeljabinsku, proto jsou v rámci města jedním z důležitých zaměstnavatelů Ruské železnice. Kromě toho je ve městě mimo jiné několik provozů potravinářského průmyslu.